# Tiddlywinks

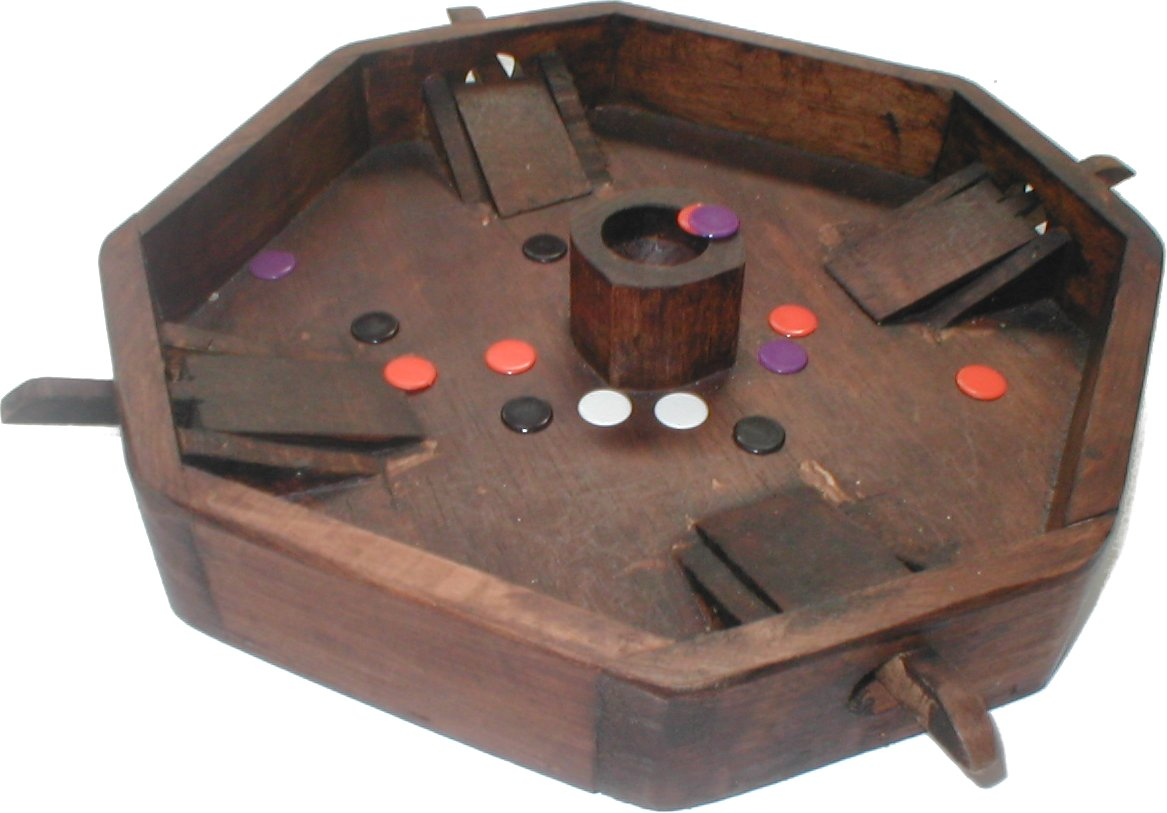
Tiddlywinks

Tiddlywinks是一種在平坦的氈墊上進行的游戏，玩家要用到一組稱為 "winks" 的小圓片以及一個罐子。玩家一方的目標是將自己的 "winks" 彈進罐子以獲得分數；而另一方的目標則是阻止對手將"winks"彈進罐子。